# ディディ-ダーティ・マネー
ディディ-ダーティー・マネー（Diddy-Dirty Money）は、ヒップホップ・スーパーグループの名称である。

## 概要
ラップ界の大御所、ディディことショーン・コムズが率いるラップ・グループ。2009年7月に結成。「ダーティー・マネー」は、ドーン・リチャードとカリーナ・ハーパーという2人の女性メンバーを指している。

## 略歴
2010年12月13日、デビュー・アルバム『ラスト・トレイン・トゥ・パリ』をリリース。全米アルバムチャートにて初登場7位を記録。

## メンバー
- ディディ (Diddy) ※ヒップホップ界最大手であるバッド・ボーイ・レコードの社長。
- ドーン・リチャード (Dawn Richard) ※:人気R&Bグループ、ダニティ・ケインのメンバー。
- カリーナ・ハーパー (Kalenna Harper)

## ディスコグラフィ

### スタジオ・アルバム
| 発売日         | タイトル                                         | レーベル           | 全米ビルボードアルバムチャート最高位 | ゴールド等認定/セールス |
| 2010年12月13日 | ラスト・トレイン・トゥ・パリ Last Train to Paris | Bad Boy Interscope | 7位                                  | 20万枚                  |

### ミックステープ
- Last Train to Paris: Prelude (2010年、Bad Boy)
- Love Love vs. Hate Love (2011年、Bad Boy)

### 主なシングル
- "Hello Good Morning" (featuring T.I.) (2010年) ※全米最高27位
- "Loving You No More" (featuring ドレイク) (2010年) ※全米最高9位
- "Coming Home" (featuring スカイラー・グレイ) (2010年) ※全米最高12位